# 高坂サービスエリア

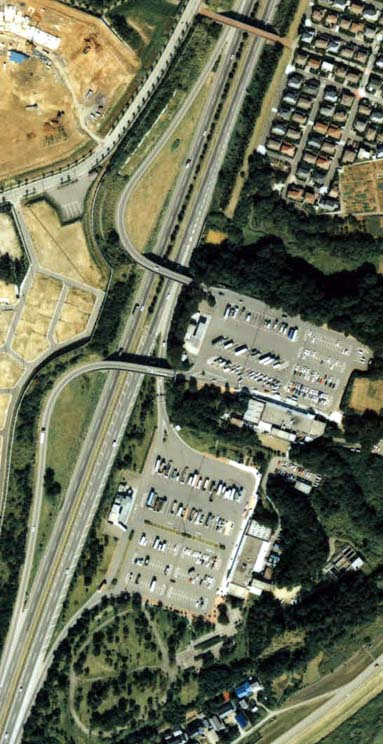
航空写真。

高坂サービスエリア（たかさかサービスエリア）は、埼玉県東松山市田木にある、関越自動車道のサービスエリア。

## 概要
下り線は、本線をオーバークロスして上り線側に行く構造となっている。また、施設は駐車場・ガソリンスタンド・コイン洗車機を除き、上り線及び下り線両施設の相互利用が可能である。

## 道路
- E17 関越自動車道

## 施設

### 上り線（東京方面）
- 駐車場
  - 大型 89台
  - 小型 334台
- トイレ
  - 男性 大14（和式2・洋式12）・小50
  - 女性 63（和式12・洋式51）
    - 同伴の男児用 2

  - 車椅子用 2
- ガソリンスタンド（出光興産（出光リテール販売埼玉カンパニー）、24時間）
  - 以前はコスモ石油販売(株)(コスモ石油)が運営していた。
- コイン洗車機（24時間）
- 給電スタンド（24時間）
- レストラン「カレーバイキング 毎日カレー」（小島屋乳業製菓、11:00-22:00）[1]
- 道なか食堂げんき（24時間）
- ベーカリー「Kukuru」（7:00-21:00）[1]
- お惣菜・お弁当「もう1品」（10:00-21:00）[1]
- ショッピングコーナー（小島屋乳業製菓、24時間）
- 自動販売機
- ハイウェイ情報ターミナル
- 携帯電話充電器
- インフォメーション・FAXサービス（8:00-20:00）
- 郵便ポスト（東松山郵便局）
- SaPaナビ（ALSOK MMK）
- ATM（セブン銀行）
- タリーズコーヒー（10:00-20:00）
- らあめん花月嵐（10:00-22:00）

### 下り線（長岡方面）
- 駐車場
  - 大型 106台
  - 小型 244台
- トイレ
  - 男性 大14（和式2・洋式12）・小44
  - 女性 56（和式11・洋式45）
    - 同伴の男児用 3

  - 車椅子用 2
- ガソリンスタンド（出光興産（出光リテール販売埼玉カンパニー）、24時間）
  - 以前は共立石油(株)が運営していた。
- 給電スタンド（24時間）
- レストラン（ジャパンフードマネジメント、7:00-22:00）
- スナックコーナー（ジャパンフードマネジメント、24時間）
- ショッピングコーナー（ジャパンフードマネジメント、24時間）
- 自動販売機
- ハイウェイ情報ターミナル
- 携帯電話充電器
- インフォメーション・FAXサービス（7:00-19:00）
- 宝くじコーナー（9:00-17:00）
- ATM（セブン銀行）

### その他
- 上下線の間の斜面を利用した、ドッグランが整備されている。
- 東日本高速道路のイベントのメイン会場として、ステージイベントが行われる。
- 所在地東松山市の名物である、味噌だれやきとり（豚かしら肉使用）を扱う売店が設置されている。

## 歴史
- 1975年（昭和50年）8月8日 - 川越IC-東松山ICの開通に伴い供用開始。
- 2025年（令和7年）3月28日 - 当SA付近の上下線で付加車線の一部運用が開始（上り線 2.2 km、下り線 0.5 km）[2]。

## 隣
E17 関越自動車道
(5-1)坂戸西SIC - 高坂SA - (6)東松山IC

## ウォークインゲート

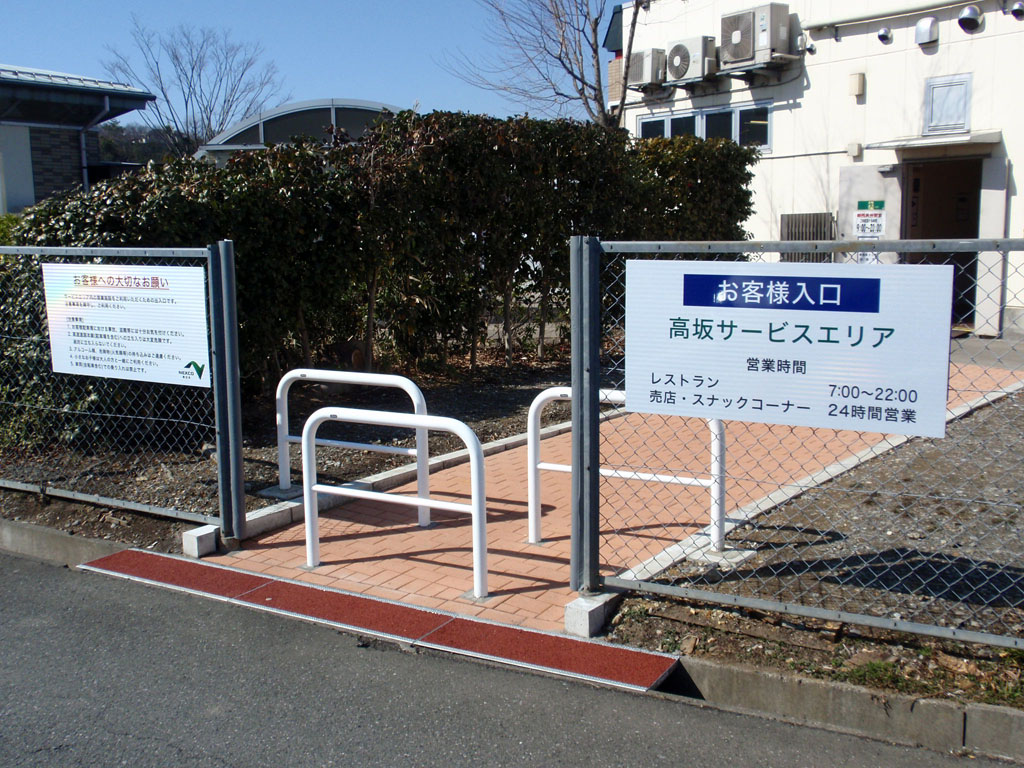
ウォークインゲート

当施設には、一般道から徒歩でサービスエリアでの買い物利用が可能なウォークインゲートが上り線側にある。

### アクセス
埼玉県道248号石坂高坂停車場線、樋の口橋前のT字路から鳩山町方向に約100mほど進んだガードレールのある脇道に入り、SA施設手前で左折。
- 川越観光バス：「桜山台」バス停から約1km
  - TA11：高坂駅西口-桜山台経由-東京電機大学本館前　※TA12系統の場合は白山台郵便局バス停下車（約1.5km）。
- 川越観光バス：「戸口」バス停から約1.5km
  - 坂戸ニューシティにっさい循環線：北坂戸駅発着

## 周辺
- URむさし緑園都市　高坂地区（高坂ニュータウン）
- URむさし緑園都市　坂戸西部地区（坂戸ニューシティにっさい）
- 東武東上線 高坂駅
- 東京電機大学
- 大東文化大学
- 埼玉県こども動物自然公園
- 埼玉県平和資料館
- 鳩山ニュータウン